# 姚晃
姚晃（?—?），南安郡羌人。十六國後秦將領。
384年，姚苌自称大将军、大单于、万年秦王，实行大赦，改年号为白雀，任命天水郡人尹详、南安郡人庞演为左、右长史，南安郡人姚晃及天水郡人尹纬为左、右司马，天水人狄伯支等为从事中郎，羌训等为掾属，王据等为参军，王钦卢，姚方成等为将帅。393年，姚苌临终，把太尉姚旻、仆射尹纬、姚晃、将军姚大目、尚书狄伯支等人召入宫中，让他们接受遗诏辅佐太子姚兴治理朝政。姚苌要姚兴用恩德来抚慰骨肉，用礼仪来对待大臣，用信义来处理一切事情，用仁慈来对待百姓。姚晃哭着询问如何征服前秦皇帝苻登，姚苌说姚兴的才智与谋略已经足可以胜任完成帝王大业，何必再来问我。姚苌去后，姚兴秘不发丧，在394年与马毛山俘杀苻登，把苻登的妻子李皇后赏赐给姚晃。402年，姚兴大规模征伐北魏，派尚书令姚晃辅佐太子姚泓镇守都城长安。